# Ivain, o Cavaleiro do Leão

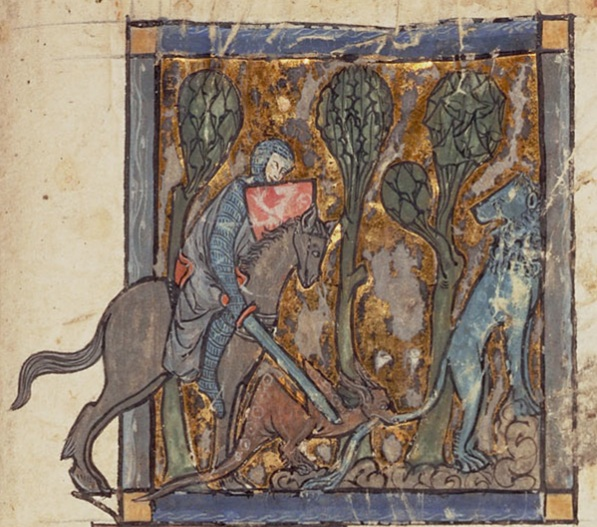
Ivain resgata o leão

Ivain, o Cavaleiro do Leão (em francês: Yvain, le Chevalier au Lion) é um romance de Chrétien de Troyes. Foi escrito provavelmente nos anos 1170, simultaneamente com Lancelote, o Cavaleiro da Carreta, e inclui várias referências aos acontecimentos daquele poema. O personagem principal, Ivain, foi baseado numa figura histórica, Owain mab Urien.